# Baodun-Kultur

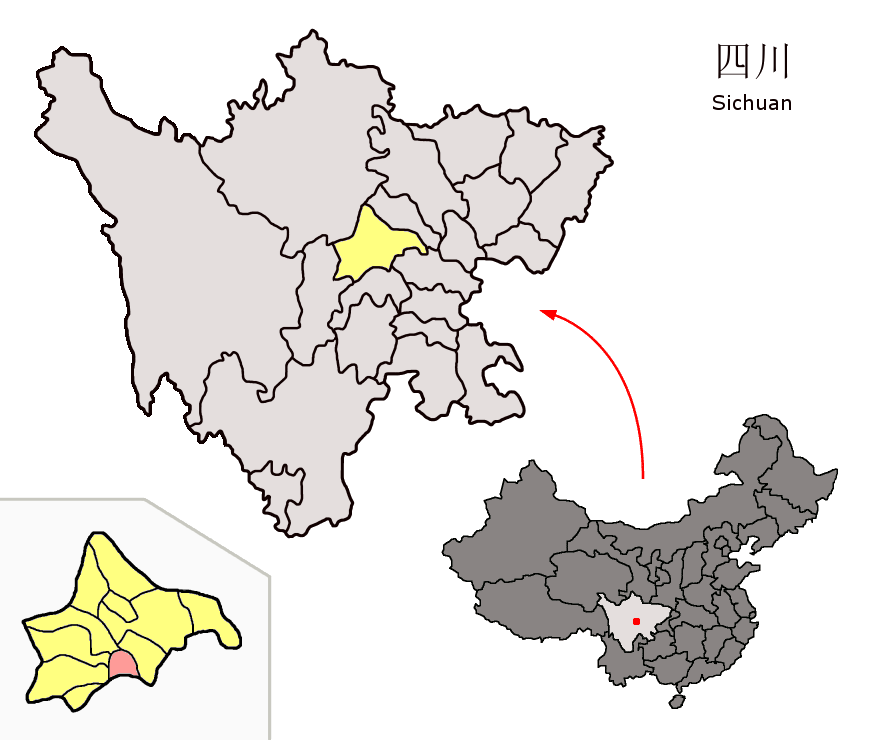
Lage des Kreises Xinjin in dem sich die namensgebende Stätte, das Dorf Baodun (chin. Baoduncun), befindet

Die Baodun-Kultur (chinesisch 寶墩文化 / 宝墩文化, Pinyin Bǎodūn wénhuà) ist eine spätneolithische Kultur in der Chengdu-Ebene des Sichuanbeckens in China. Sie wird auf die Zeit 2500 bis 1700 v. Chr. datiert. Die entdeckten Stätten zählen zu den ältesten Siedlungen in der Chengdu-Ebene.
Die namensgebende Baodun-Stätte befindet sich im Dorf Baodun (Baoduncun 宝墩村) der Gemeinde Longma 龙马乡 des Kreises Xinjin der Unterprovinzstadt Chengdu in der chinesischen Provinz Sichuan.
Auf dem Gebiet Chengdus wurden fünf weitere Stätten der Kultur entdeckt: die Mangcheng-Stätte (Mangchangcun 芒城村 in Dujiangyan 都江堰), die Shuanghe-Stätte (Shuanghecun 双河村 in Chongzhou 崇州), die Zizhu-Stätte (Zizhucun 紫竹村 in Chongzhou), die Gucheng-Stätte (Guchengcun 古城村 in Pi 郫县) und die Yufu-Stätte (Yufucun 鱼凫村 in Wenjiang 温江). Baodun die größte der genannten Stätten. Die Töpferei weist Ähnlichkeiten mit der von Sanxingdui auf.
Die Stätten der prähistorischen Städte der Chengdu-Ebene (Chengdu Pingyuan shiqian chengzhi 成都平原史前城址) stehen seit 2001 auf der Liste der Denkmäler der Volksrepublik China.